# Ford Excursion
Der Ford Excursion ist ein SUV des US-amerikanischen Autoherstellers Ford, das von Ende 1999 bis Mitte 2006 hergestellt wurde.
Der Excursion ist eines der größten Fahrzeuge auf amerikanischen Straßen und der größte Geländewagen der Welt. Er basiert auf den Heavy-Duty-Versionen der Ford-F-Series und war mit Hinterrad- oder (auch während der Fahrt) zuschaltbarem Allradantrieb erhältlich. Die Allradversion besitzt Starrachsen vorn und hinten.
Trotz seiner Allradtechnik kommt der große SUV nicht an die Offroad-Eigenschaften seiner Konkurrenten Chevrolet Suburban und Hummer H1 heran.
Im Frühjahr 2004 wurde der Excursion leicht überarbeitet, was hauptsächlich Front (mehr Chrom am Kühlergrill) und Heck (geänderte Leuchten) betraf.
Im Mai 2006 stellte Ford infolge mangelnder Nachfrage die Baureihe ein, da die Verkäufe im Vorjahr um über 60 % nachgaben.
An die Stelle des Excursion tritt seit dem Modelljahr 2007 eine um 40 cm verlängerte Variante des Ford Expedition mit dem Namenszusatz EL.

Es standen vier Motoren zur Auswahl: Ein 5,4-Liter-V8 mit 255 PS (188 kW), ein 6,8-Liter-V10 mit 239 kW, ein 6-Liter-V8-Diesel mit 325 PS (239 kW) und ein 7,3-Liter-V8-Turbodiesel mit 275 PS (202 kW) (ab 2004 290 PS (213 kW)).

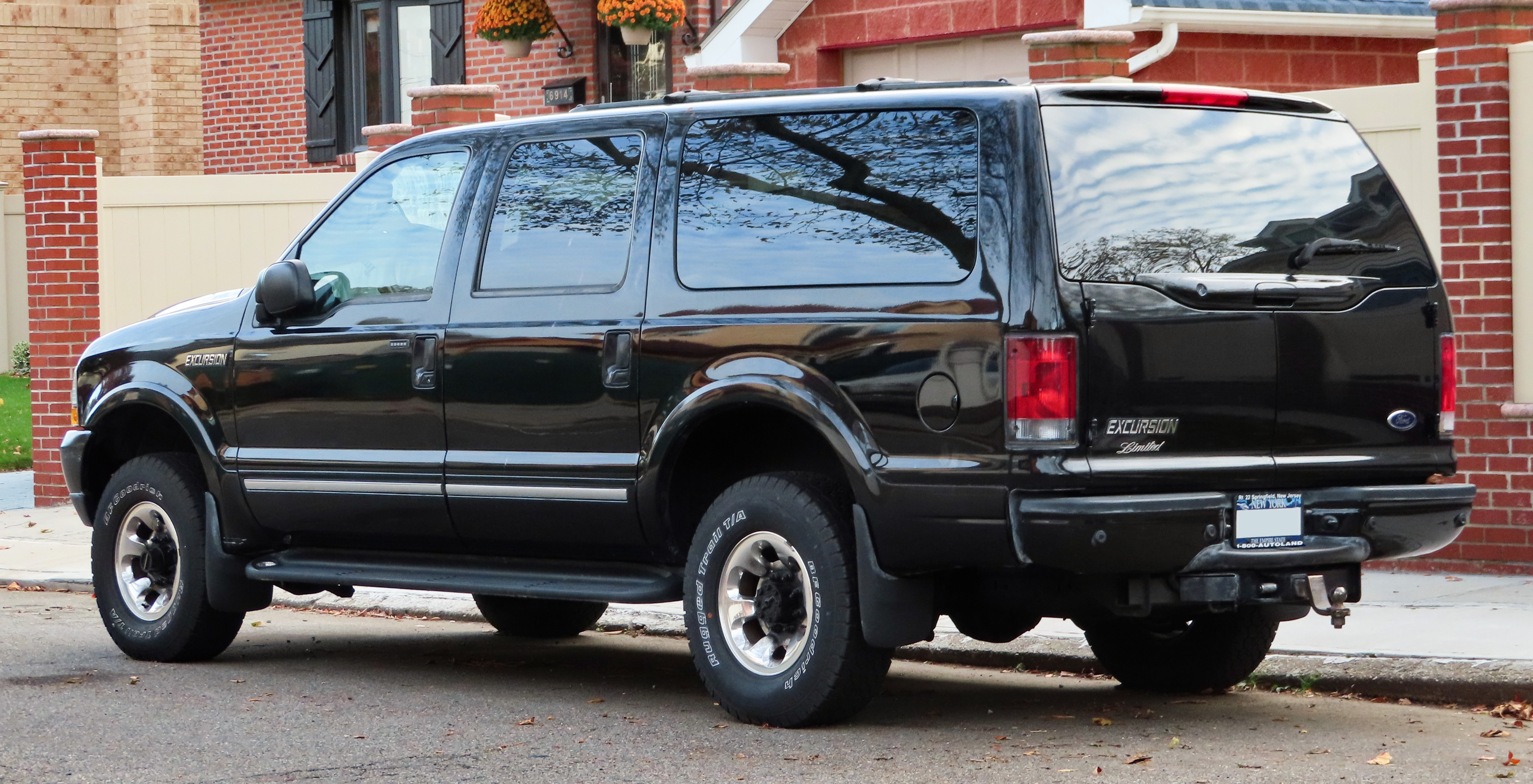
Heckansicht
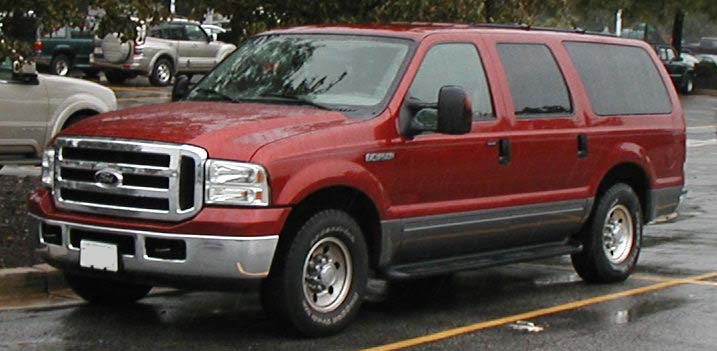
Facelift

## Technische Daten
- Länge: 5,76 Meter
- Breite: 2,03 Meter
- Höhe: 2,04 Meter
- Leergewicht: 3,26 Tonnen
- Motorisierung: 5,4-Liter-V8 mit 255 PS, 6,8-Liter-V10 mit 239 kW, 6-Liter-V8-Turbodiesel mit 325 PS oder 7,3-Liter-V8-Turbodiesel mit 253 PS
- Zuglast: bis zu 4,9 Tonnen Gewicht
- Treibstoffverbrauch: 13 Liter Diesel bzw. 20 Liter Benzin je 100 Kilometer
- Antrieb: zuschaltbarer Allradantrieb
- Schadstoffklasse: EURO 3
- Getriebe: Elektronisches 5-Gang Automatikgetriebe mit Overdrive
- Leistung (PS/KW): 325/239 bei 3.300/min
- Drehmoment: 759 Nm bei 2.000/min
- Länge: 5.758 mm
- Breite: 2.032 mm
- Höhe: 2.042 mm
- Radstand: 3.482 mm
- Achsübersetzung: 3.73
- Wendekreis: 17,7 m
- Tankinhalt: 167 Liter
- Verbrauch laut Hersteller (Autobahn): 13,9 Liter/100 km
- Verbrauch laut Hersteller (Stadtverkehr): 15,8 Liter/100 km
- Kofferraumvolumen: 1.359 Liter
- Kofferraumvolumen mit umgeklappten Sitzen: 2.851 Liter
- Kofferraumvolumen max.: 4.145 Liter